# Trichagrotis
Trichagrotis từng là một chi bướm đêm thuộc họ Noctuidae, hiện tại được coi là đồng nghĩa của Hypotrix.

## Các loài
- Trichagrotis spinosa (Barnes & McDunnough, 1912)